# Calycogonium saxicola
Calycogonium saxicola är en tvåhjärtbladig växtart som beskrevs av Nathaniel Lord Britton och Percy Wilson. Calycogonium saxicola ingår i släktet Calycogonium och familjen Melastomataceae. Inga underarter finns listade i Catalogue of Life.